# 中卫站
中卫站位于中华人民共和国宁夏回族自治区中卫市沙坡头区鼓楼北街，处于包兰铁路与宝中铁路、太中银铁路交汇处。车站建于1958年，1997年11月18日新站房启用。曾隶属于银川车务段，自2020年3月15日起隶属于中国铁路兰州局集团迎水桥直属站，现为二等站。目前每日常图有40余列旅客列车在中卫站停靠，和中宁站成为中卫铁路枢纽主要的两个普速铁路客运站之一。

## 车站结构

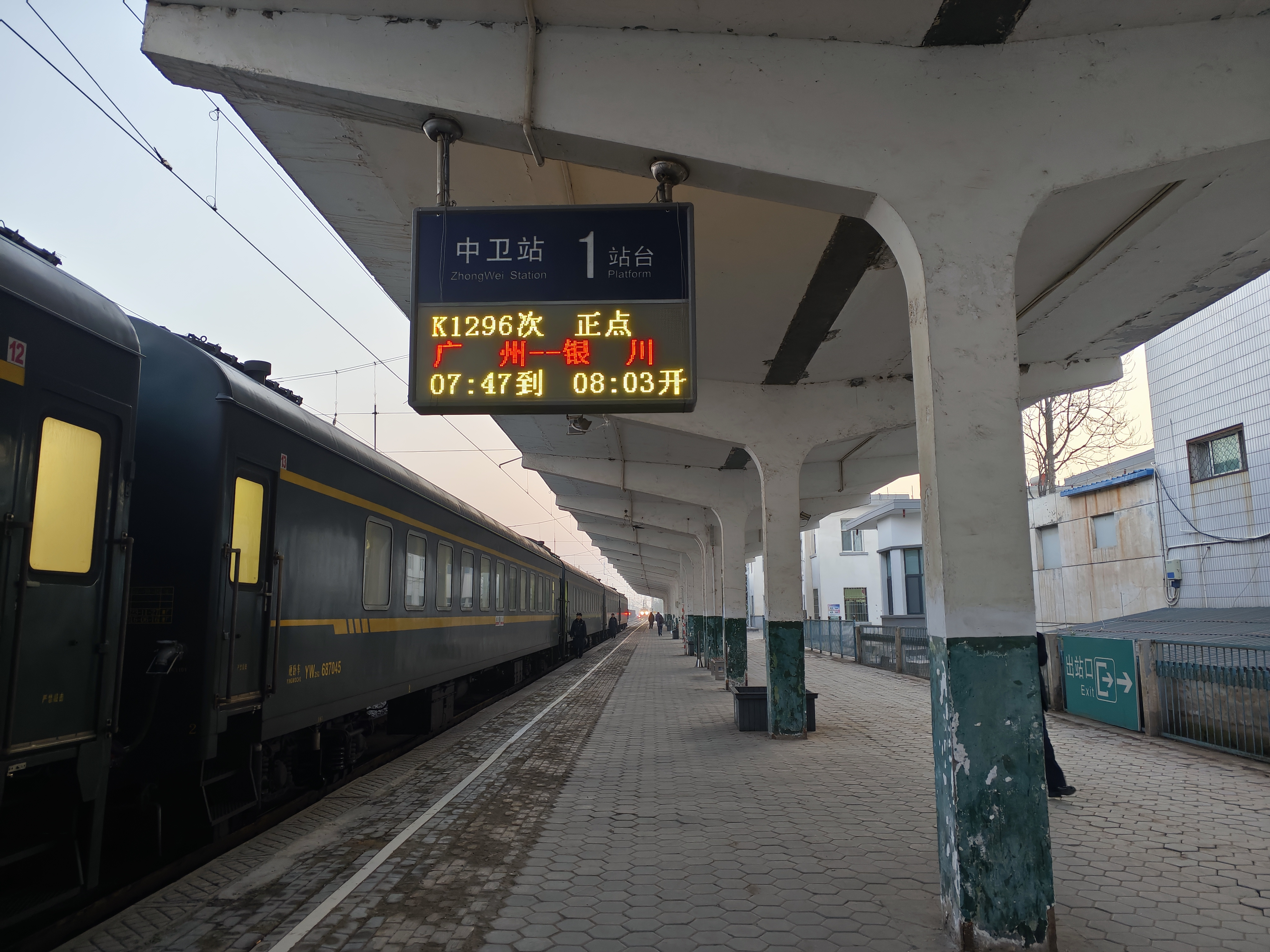
中卫站一站台

中卫站目前使用的站房建于1997年，建筑面积1922平米。站房两个候车厅面积分别为602和107平米，最高聚集人数440人。

## 旅客列车目的地
数据截至2025年02月22日：
| 列车所属路局   | 目的地                                                                     |
| -------------- | -------------------------------------------------------------------------- |
| 北京局集团     | 北京西、西宁                                                               |
| 哈尔滨局集团   | 齐齐哈尔、西宁                                                             |
| 呼和浩特局集团 | 成都西、呼和浩特、呼和浩特东、兰州、西宁                                   |
| 兰州局集团     | 北京丰台、北京西、长庆桥、长沙、广州、嘉峪关、兰州、上海、武威、西宁、银川 |
| 青藏集团       | 北京西、拉萨                                                               |
| 沈阳局集团     | 沈阳、乌鲁木齐、西宁                                                       |
| 乌鲁木齐局集团 | 北京西、青岛北、乌鲁木齐                                                   |